# Ayub
Ayub är en profet inom islam, omnämnd i Koranen (Al-Anbiyā' 23, Al-An'âm 84, An-Nisâ' 163, Sād 141). I Bibeln är han känd som Guds tjänare Job, men beskrivs inte där som en profet, utan snarare en rättfärdig man.